# Sailor Saturn
(Sailor Saturn nel secondo episodio di Sailor Moon Sailor Stars)
Sailor Saturn (セーラーサターン?, Sērā Satān), il cui vero nome è Hotaru Tomoe (土萠ほたる?, Tomoe Hotaru), è un personaggio della serie manga ed anime Sailor Moon. In Italia, è conosciuta anche come Ottavia Tomoe, reale identità della guerriera nel doppiaggio Mediaset dell'adattamento animato degli anni '90. In tale versione, Hotaru è l'unica, tra le Guerriere Sailor, della quale viene citato il cognome.
Protetta dal pianeta Saturno, è la figlia del malvagio professor Sōichi Tomoe e la guerriera della morte e della distruzione, prima di ricevere il dono della rinascita da Super Sailor Moon, e trasformarsi, ergo, nella guerriera della distruzione e della rinascita.

## Creazione e sviluppo

Disegno basilare della divisa di Sailor Saturn

Negli schizzi originali dei personaggi di Sailor Moon, disegnati da Naoko Takeuchi, Sailor Saturn maneggia un bastone marrone, invece della Falce del Silenzio; anche la divisa della guerriera appare differente: maniche viola anziché bianche; spilla del medesimo colore sul petto, al posto della rosa dei venti; terza fascia sui guanti, a partire dalla mano, di un viola trasparente ed appuntita; sei le punte della stella dorata al centro del girocollo.
I kanji del cognome di Hotaru, "土" ("to") e "萠" ("moe"), sono traducibili, rispettivamente, come "terra" e "germoglio"; il primo deriva dal nome giapponese di Saturno, Dosei (土星, che, letteralmente, significa "Stella della Terra"; anche l'astronomia orientale abbina il pianeta Saturno all'elemento della terra), che è la divinità dell'agricoltura in possesso, come la Sailor, della falce. Sebbene il nome del personaggio sia scritto in hiragana, la parola "hotaru" vuol dire "lucciola", come verificabile nel titolo originale del ventiseiesimo episodio della terza stagione. Nella mitologia giapponese, le lucciole sono associate agli spiriti dei defunti (collegasi al ruolo di Saturn in qualità di guerriera della morte e della rinascita).

## Storia
Appena adolescente, Hotaru è una ragazzina sensibile, introversa e dall'aspetto fragile, con gli hobby di collezionare lampade e della lettura, la voglia di visitare Firenze e da grande diventare un'infermiera. Il suo colore preferito è il porpora e la sua materia preferita è storia, al contrario di educazione fisica. Hotaru è la figlia del giovane e geniale scienziato Sōichi Tomoe, mentre sua madre morì quando lei aveva otto anni, causa un grave incidente dovuto ad un esperimento del padre. Quest'ultimo rimase soltanto ferito e si ritrovò, invece, a pregare per la vita della figlia; una misteriosa luce gli promise di salvare entrambi e, in cambio, i loro corpi avrebbero ospitato una creatura aliena, ragione delle ripetute crisi della ragazzina. Hotaru venne trasformata in un cyborg dal padre e cresciuta dalla dura governante nonché assistente del dottor Tomoe, la perfida Kaolinite. Nel presente frequenta le scuole elementari, emarginata dai compagni di classe, che la considerano inquietante, strana ed addirittura pericolosa. Chibiusa è la sua prima amica, e in quanto tale rifiuta la missione di Pluto, Uranus e Neptune: uccidere Hotaru ed impedire così il risveglio di Sailor Saturn, che porterebbe con sé la fine del mondo. Tuttavia Hotaru, negativamente influenzata dall'entità extraterrestre che abita dentro di lei, sottrae alla bambina il Cristallo d'Argento per trasformarsi in Mistress 9, la compagna del malvagio Pharaoh 90. Nell'epilogo Sailor Saturn riesce a riprendere il controllo del suo corpo e a risvegliarsi, minacciando di distruggere la Terra con la sua Falce del Silenzio. Dopo essersi sacrificata, la ragazzina rinasce e viene affidata alle cure delle outer senshi. La piccola cresce celermente per poi risvegliarsi ancora una volta quando la principessa Serenity, il principe Endymion e la Terra vengono messi in pericolo da Dead Moon e dalla maledizione della sua perfida regina, Nehellenia.
In Parallel Sailor Moon, Hotaru frequenta la Juku con Chibiusa, dimostrando all'incirca la stessa età della compagna di classe.

## Adattamento anime
Nel primo adattamento anime, Hotaru aveva nove anni quando si verificò l'incidente nel laboratorio del padre. Non viene spiegato, invece, il motivo della morte della madre. Nella medesima versione, Hotaru compare al termine del ventiduesimo episodio della terza serie. Nonostante faccia la sua prima apparizione soltanto nella seconda metà, la Tomoe diventa, nel terzo arco, l'elemento unificante, come fosse una "protagonista" occulta. In Sailor Moon Crystal, più fedele al manga, Hotaru è invece presente sin dalle prime puntate.

## Trasformazioni e aspetti
Hotaru ha capelli a caschetto con frangia, neri e corti fin sopra le spalle, occhi viola, pelle chiara, ed indossa capi scuri. La sua età è oggetto d'incertezza presso gli appassionati. Nel manga, la ragazzina frequenta la sesta elementare, perciò dovrebbe avere undici o dodici anni (secondo il sistema scolastico giapponese). Infatti, nell'artbook Collezione di materiali, Naoko Takeuchi scrive che Hotaru è apparentemente una giovane dodicenne. Dopo la rinascita, Hotaru cresce rapidamente fino ad un'età compresa, nel quinto arco, tra gli otto e i dieci anni, facendola sembrare coetanea di Chibiusa. Nell'anime storico è invece una tredicenne che frequenta la prima media e nell'epilogo della terza stagione torna in fasce grazie al potere di Super Sailor Moon, per crescere repentinamente all'inizio dell'ultima serie.

### Sailor Saturn

Sailor Saturn nell'anime storico

È l'identità originale di Hotaru Tomoe. Detentrice del potere planetario di Saturno, è la Guerriera Sailor più pericolosa, e la sua forza è tale da manifestarsi al di là della sua stessa volontà: in queste occasioni ella cade in uno stato di possessione quasi estatica di cui non conserva memoria. Combattente della morte e della distruzione, rimane dormiente per annientare il mondo al suo risveglio, perciò temuto ed ostacolato. Esso avviene soltanto quando per il pianeta giunge il momento della fine, nonché mediante la risonanza dei tre talismani delle Guerriere Sailor del Sistema Solare Esterno. Un esempio emblematico fu quando si ridestò al momento della distruzione del Silver Millennium. Nell'epilogo della terza serie, chiede a Sailor Pluto di sigillare i suoi poteri per salvare la Terra, ma rinasce grazie a Sailor Moon, venendo poi affidata alle Guerriere del Sistema Solare Esterno.
Nell'anime storico, Hotaru scompare nella quarta serie, per tornare nella quinta ed ultima rivisitata sia graficamente che caratterialmente.

### Principessa Saturn

Simbolo di Saturno

All'interno della versione a fumetto, al pari delle altre combattenti, Sailor Saturn appare come principessa del suo pianeta alla fine della quarta serie. Non si sa molto di questa versione, in quanto, come guerriera della distruzione, ella dorme fino al momento in cui i tre talismani delle outer senshi non entrano in risonanza, segno che la fine del mondo è giunta. La sua unica apparizione avvenne, appunto, quanto vennero distrutti sia il Silver Millennium che il Golden Kingdom.

### Mistress 9
Mistress 9 (ミストレス９?, Misutoresu 9) è una malefica entità proveniente dal sistema solare Tau Ceti. È a lei che l'Esercito del Silenzio procurava energia affinché si risvegliasse per permettere a Pharaoh 90 di arrivare sulla Terra.
Nell'incidente che ha provocato la morte della madre, nel corpo di Hotaru venne impiantato un uovo di demone che avrebbe dovuto risvegliare Mistress 9, cosa resa particolarmente complicata dalla presenza dello spirito di Sailor Saturn nello stesso corpo. Nell'anime Mistress 9 si risveglia definitivamente quando le viene dato il cristallo del cuore di Chibiusa; nel manga quando la priva del cristallo d'argento. Nel manga Mistress 9 si fonde con Pharaoh 90, divenendo un unico essere, dal quale dopo emerge Sailor Saturn. Nell'anime, invece, viene colpita a morte da uno dei raggi di energia emessi da Pharaoh 90, per poi essere eliminata del tutto dal risveglio definitivo della guerriera della distruzione (cosa evidenziata dal simbolo di Saturno, che rompe letteralmente la stella nera sulla fronte di Mistress 9).

### Pretty Ghost Otakura
Nella storia a fumetti Il segreto dell'Hammer Place Hall (appartenente al ciclo Il diario illustrato di Chibiusa nella prima edizione del manga e pubblicata per la prima volta in Italia sul numero 47 col titolo Il palazzo misterioso dei prezzi bomba) Sailor Saturn viene posseduta dal genius loci Otakura (lo spirito guardiano del magazzino del negozio Hammer Place del titolo) danneggiato da dei demolitori, e subisce una trasformazione che le fa assumere un aspetto simile a quello di Mistress 9 (ma con una faccia molto più buffa). Arrabbiata per essere stata risvegliata, Otakura decide di scagliare il suo castigo su tutti i presenti rinchiudedoli dentro il magazzino, ma alla fine viene esorcizzata da Sailor Moon e Sailor ChibiMoon.

### Nei musical
Nel musical Yume Senshi - Ai - Eien ni... e nella sua versione rivisitata ( Yume Senshi - Ai - Eien ni... Saturn Fukkatsu Hen!) Sailor Saturn prende lo pseudonimo di Miss Dream sotto il controllo del Dead Moon Circus. I suoi ricordi sono apparentemente cancellati e le viene dato il potere di accedere e modificare i sogni delle persone. Solo le altre Outer Senshi capiscono chi è veramente. Nello spettacolo originale, è solo implicito che lei sia Sailor Saturn (che viene indicata come "Ragazza Misteriosa"), cosa poi affemata ma non dimostrata. Il suo effettivo risveglio come Saturn è ambiguo e viene semplicemente mostrata come una ragazza normale alla fine del musical.
Nella versione rivisitata, la sua identità come Hotaru si afferma chiaramente e si risveglia sul palco, come Saturn, dopo essere stata salvata dalle altre Senshi e appare trasformata più tardi. Il nome "Miss Dream" deriva dal titolo della canzone omonima che canta.
In tutti e quattro i musical della serie Kaguya Island, Sailor Saturn viene posseduta da uno spirito di nome Kon (generatosi dai resti delle stelle distrutte da Dark Plasman e dalla cometa Coatl), che la usa come medium per comunicare con le altre Senshi. Quando Sailor Saturn si risveglia non ha alcun ricordo di ciò che è accaduto mentre Kon possedeva il suo corpo. Nei primi due di questi musical, dà il suo potere a Sailor Moon nella battaglia finale per permetterle di trasformarsi in Eternal Sailor Moon. La canzone cantata da Kon è "Hitosuji no Hikari no Kokoro".

## Attacchi e poteri
Trasformazioni
| Formula originale              | Formula italiana (anime)                      | Uso nella serie |
| ------------------------------ | --------------------------------------------- | --------------- |
| Saturn Crystal Power, Make Up! | Potere del Cristallo di Saturno, trasformami! | manga/Crystal   |
| Saturn Planet Power, Make Up   | n/a                                           | videogame       |

A differenza delle altre senshi nell'anime non si vede alcuna trasformazione, l'unica trasformazione animata che gira in rete appartiene a un videogame ufficiale Bandai, e alcune create da fan in cui viene mostrata addirittura il Lip Rod per la trasformazione (tuttavia, mai riconosciuta dagli autori). Tuttavia è bene far notare che nel videogioco tutte le trasformazioni delle guerriere sono abbreviate e consistono nell'invocazione del pianeta e nella posa finale della senshi, la stranezza sta nel fatto che (come accade nel manga dalla terza serie in poi) Sailor Saturn non usi nessuno strumento per trasformarsi, ma si limiti ad alzare la mano ed evocare il pianeta.
Attacchi
| Nome originale                      | Traduzione                         | Nome italiano                                                                               | Uso nella serie |
| ----------------------------------- | ---------------------------------- | ------------------------------------------------------------------------------------------- | --------------- |
| Death ribbon revolution             | Rivoluzione del nastro della morte | Death ribbon revolution / Death reborn revolution /Rivoluzione della rinascita della morte! | manga/Crystal   |
| Silent Wall                         | Muro silente                       | Scudo di Saturno / Scudo del Silenzio                                                       | anime/manga     |
| Silence Wall                        | Muro del silenzio                  | Scudo di Saturno                                                                            | anime           |
| Silence Glaive, surprise!           | Falce del Silenzio, abbaglia!      | Distruzione di Saturno, azione! / Fendente della Falce del Silenzio!                        | manga/anime     |
| Galactica Glaive, surprise!         | Falce galattica, abbaglia!         | Galactica Glaive Surprise                                                                   | manga           |
| Galactica Cannon (con Sailor Pluto) | Cannone galattico                  | Galactica Cannon                                                                            | manga           |

Esiste una differenza tra anime e manga per quanto riguarda gli attacchi di Sailor Saturn: nel manga il suo attacco finale è il Death Ribbon Revolution, con cui la guerriera rilascia il potere della distruzione, mentre nell'anime l'attacco che possiede questo potere è il Silence Glaive Surprise che nel manga è un attacco volto a disorientare il nemico, generando una nube di nebbia.

## Accoglienza ed impatto culturale
Sailor Saturn è un personaggio molto apprezzato, ispiratrice di appassionati e mercato, che le dedica svariati articoli, come action figures, bambole, capi di abbigliamento, accessori, costumi per cosplays e riproduzioni della falce della guerriera della distruzione. In un sondaggio di popolarità effettuato nel 1994, che metteva a confronto cinquantuno personaggi di Sailor Moon, Saturn è arrivata al terzo posto, seguita dalla sua identità civile, Hotaru, classificatasi quarta. Due anni più tardi, inizio 1996, la Sailor è risultata sesta tra il medesimo numero di scelte, mentre la Tomoe si è piazzata al settimo posto.
Negli anni '90, il termine "moe", spiega Patrick W. Galbraith, si è diffuso come abbreviazione del nome di Saturn, Hotaru Tomoe, giovane ragazza inclusa in una descrizione tipicamente moe: occhi grandi e privi di pupille, pelle lucida, seno piccolo (o addirittura assente), personalità innocente o pura.

## Doppiatrici e attrici
In Giappone, Sailor Saturn è doppiata da Yūko Minaguchi nell'anime degli anni '90 e da Yukiyo Fuji in Pretty Guardian Sailor Moon Crystal. Di Giulia Franzoso è la prima voce italiana del personaggio, interpretato da Nadia Biondini nell'episodio speciale "La storia di Bunny", Sailor Moon SuperS; in Pretty Guardian Sailor Moon Crystal, la doppiatrice è Margherita De Risi, mentre Eleonora De Angelis presta la voce a Mistress9.
Nei musical, Hotaru è stata interpretata da Keiko Takeda (1996-1998), Chihiro Imai (1997), Asami Sanpei (1998), Mao Mita (1999-2000), Mario Tomioka (2000-2001), Ayami Kakiuchi (2001-2002), Ruria Nakamura (2002-2003), Yui Lizuka (2003-2004), Eriko Funakoshi (2004-2005), Karin Takahashi (2015-2016), Mirai (2017).